# Девять королев
«Де́вять короле́в» (исп. Nueve Reinas) — аргентинская криминальная драма режиссёра Фабиана Бьелински, которая вышла на экраны в 2000 году. Фильм завоевал ряд наград на международных кинофестивалях.

## Сюжет
Хуан молод и ему очень нужны 70 тысяч песо, чтобы нанять адвоката для своего отца-мошенника. С целью получения денег Хуан перепробовал множество способов заработка, однако в итоге решил, что нет ничего вернее, чем обсчитывать в магазинах продавщиц. Во время одной из своих афер молодой мошенник едва не оказался в руках полиции, но на помощь ему пришёл более опытный коллега по облапошиванию простаков, звали которого Маркос. Для незаконного получения денежных знаков он не брезговал абсолютно ничем и даже свежие газеты в киосках не покупал, а ловко менял на старые.
Маркос подробно поведал Хуану о своей деятельности и предложил ему заниматься мошенничеством вместе. Так бы и разыгрывать им в кафе сцены с надорванными стопесовыми купюрами, если бы не чудесный случай, открывший перед мошенниками перспективу получения нескольких сотен тысяч долларов. К сожалению, в начавшейся гладко операции по продаже раритетных марок «Девять королев» стали появляться многочисленные сбои, которые в итоге привели Хуана и Маркоса к полному разорению.

## В ролях
| Актёр           | Роль             |
| --------------- | ---------------- |
| Гастон Паульс   | Хуан / Себастьян |
| Рикардо Дарин   | Маркос           |
| Летисия Бредиче | Валерия          |
| Игнаси Абадаль  | Видаль Гандольфо |
| Оскар Нуньес    | Сандлер          |
| Томас Фонци     | Федерико         |
| Эльса Беренгуэр | Берта            |

## Награды и номинации
- 2001 — 7 премий Ассоциации кинокритиков Аргентины: лучший фильм, лучший режиссёр (Фабиан Бьелински), лучший оригинальный сценарий (Фабиан Бьелински), лучший актёр (Рикардо Дарин), лучшая актриса второго плана (Эльза Беренгуэр), лучшая операторская работа (Марсело Каморино), лучший монтаж (Серхио Соттола).
- 2001 — приз за лучшую режиссуру (Фабиан Бьелински) и приз зрительских симпатий на кинофестивале в Боготе.
- 2001 — Первый приз на кинофестивале в Лиме.
- 2001 — приз за лучшую режиссуру (Фабиан Бьелински) и приз зрительских симпатий на кинофестивале в Лериде.
- 2001 — приз зрительских симпатий на кинофестивале «Фильмы с Юга» в Осло.
- 2002 — Гран-при и приз зрительских симпатий на фестивале полицейских фильмов в Коньяке.
- 2002 — приз недели режиссёров за лучший сценарий на фестивале «Фантаспорто».
- 2002 — приз зрительских симпатий за лучший первый фильм на кинофестивале в Портленде.
- 2002 — номинация на Премию британского независимого кино за лучший зарубежный фильм.